# Ахтаев, Увайс Мажидович
Ува́йс Мажи́дович Ахта́ев (26 декабря 1930, Вашиндарой, Северо-Кавказский край — 12 июня 1978, Грозный) — советский баскетболист, член сборной команды СССР. Играл в команде «Буревестник» Алма-Ата в 1947—1957 годах.

## Биография

### Начало
Родился 26 декабря 1930 года в селе Вашендарой Шатойского района Чечено-Ингушской АССР.
23 февраля 1944 года был депортирован в Караганду (Казахская ССР). В детстве ничем не выделялся среди сверстников. В подростковом возрасте начал быстро расти. Во время высылки уже имел рост около 2 метров.
В первые годы выселения из-за голода и лишений много чеченцев и ингушей погибло. Чтобы выжить, переселенцам нередко приходилось воровать еду и дрова. Ахтаева, который тащил шпалы для растопки печи, поймали милиционеры. Они были удивлены тем, что 14-летний юноша нёс четыре шпалы, тогда как обычный человек мог поднять только одну. Один из милиционеров, который занимался спортом, вместо КПЗ отвёл Ахтаева в спортивную секцию.

### Годы спортивной карьеры
Летом 1946 года участвовал в Спартакиаде институтов и техникумов физической культуры во Львове, где выступал в соревнованиях по метанию диска, ездил в Москву на соревнования по вольной борьбе. Пробовал свои силы в боксе, толкании ядра, других видах спорта.
По предложению тренера по баскетболу Исаака Копелевича Ахтаев переехал в Алма-Ату и занялся баскетболом. В 1947 году участвовал в Спартакиаде институтов и техникумов физической культуры в Ленинграде в качестве баскетболиста. Играл за «Буревестник» (Алма-Ата). Благодаря ему и Арменаку Алачачяну, игравшему с ним в паре, баскетбол стал популярнейшим видом спорта в Казахстане.
Тренер Александр Гомельский говорил:
Ахтаев был мягок с мячом, даже ласков с ним. Вася действительно играл. И не надо думать, что Ахтаев был ограниченным в игровом плане человеком. Отнюдь! Конечно, в первую очередь он использовал свой рост и старался забить, вернее, вколотить, мяч в корзину. Но у него был и неплохо поставленный бросок, особенно со штрафных. Прекрасно играл в защите, ставя такую «крышу», что выбраться из-под неё было неимоверно трудно. Это был умный, смышлёный игрок, любящий, чувствовавший и понимающий баскетбол.
В то время Ахтаев был самым высоким баскетболистом в мире. Также он был первым игроком в СССР, который мог положить мяч в корзину двумя руками сверху, и первым, кто стал делать пас через всю площадку.
На одном из матчей один из соперников взобрался на плечи своего партнёра чтобы сравняться с ним в росте. Пробовали во время игры щекотать Ахтаева. Перед матчем с ленинградским СКА в общежитие, где размещались игроки «Буревестника», пришёл баскетболист ленинградцев и предложил сыграть в карты. Игра затянулась до шести часов утра. В результате Ахтаев не мог наутро хорошо играть. В матче с тбилисским «Динамо» его пытался прессинговать грузинский игрок Абашидзе. Ахтаев как будто невзначай наступил ему на ногу. Абашидзе упал и потерял сознание. Однажды соперники перед матчем украли форму и обувь Ахтаева. Ахтаеву пришлось выйти на матч в обычной майке, семейных трусах и ботинках, у которых оторвали каблуки. Одеть и обуть Ахтаева было большой проблемой — он носил ботинки 58 размера.
Самым крупным соревнованием в его карьере стала I летняя Спартакиада народов СССР 1956 года. Сборная Казахстана, за которую играл Ахтаев, перед началом соревнований считалась середняком. Однако связка Увайса Ахтаева и Арменака Алачачяна сделала эту команду одной из сильнейших. На предварительном этапе ей удалось обыграть фаворитов турнира сборные Москвы, Ленинграда и Украины. Однако на финальной стадии соперникам удалось приспособиться к манере игры команды Казахстана. В итоге команда заняла 5 место.
Спортивные залы не могли вместить всех желающих увидеть «Гулливера». За ним ходили толпы людей, которых интересовало всё, что связано с ним. Когда он обедал в ресторане, к стёклам приникали прохожие. Ел он для своего роста немного, но выпивал до 15 литров жидкости в день. Вес Ахтаева по разным источникам составлял от 160 до 200 кг. Ему предлагали сняться в кино в роли Гулливера, но, узнав, что дни съёмки совпадают с датами соревнований, он отказался.
В 1954 году был включён в сборную СССР, но так и не сыграл за неё ни одного матча. Накануне Олимпиады 1952 года в Хельсинки Лаврентий Берия поставил условием участия Ахтаева в сборной команде страны смену имени и национальности. Однако Ахтаев отказался от членства в сборной на таких условиях. Александр Гомельский безуспешно пытался включить Ахтаева в олимпийскую сборную 1956 года. Позже он сказал в одном из своих интервью: «Если бы Ахтаева пускали на международные соревнования, мы давно были бы чемпионами мира».
В 1953 году один из первых автомобилей «Москвич-400» в Алма-Ате по распределению достался Ахтаеву. Чтобы он мог пользоваться машиной, её пришлось серьёзно переделать: поднять крышу, усилить подвеску, убрать переднее сиденье. Но и после переделки Ахтаев с трудом помещался в машине. Водила машину его жена. Впоследствии у него были ещё две машины: «Победа» и «Волга».

### После ухода из спорта
Перестал играть в 1957 году после обнаружения у него сахарного диабета. В 1959 году переехал в Грозный. Был старшим тренером мужской и женской сборных Чечено-Ингушетии. Под его руководством мужская команда завоевала Кубок Северного Кавказа и Закавказья, а женская выступала в первой лиге первенства СССР.
Работал тренером до 1973 года, когда из-за несчастного случая сломал ногу. От этого перелома так и не смог оправиться. Скончался 12 июня 1978 года. Перед смертью он просил, чтобы его могильный холмик был обычного размера: «При жизни люди очень досаждали, глазея на меня. Не хочу, чтобы это продолжалось и после моей смерти». Просьбу исполнили, и теперь только родные знают, где его могила.

## Семья
Жена Тамара. Брак был бездетным. Ахтаевы хотели взять приёмного ребёнка, но им это не удалось. После смерти мужа Тамара Ахтаева не смогла жить в доме, где всё напоминало о муже, и переехала в однокомнатную квартиру.

## Память
- В 1993 году крупнейший стадион Чечни — имени Орджоникидзе (ныне разрушен), — был назван именем Увайса Ахтаева[5];
- В 1978—1990 годах в Грозном проводился Всесоюзный турнир памяти Ахтаева[1];
- В начале и конце 2011 года в Чечне дважды состоялся республиканский турнир памяти Ахтаева. Однако в дальнейшем из-за отсутствия средств проведение турнира было прекращено[1];
- В 2013 году писатель Саид Бицоев издал книгу «Гигант баскетбола. Триумф и трагедия Увайса Ахтаева»[6].
- 12 сентября 2017 года в Грозном состоялось открытие дворца волейбола имени Увайса Ахтаева[7].
- В честь Увайса Ахтаева назван спорткомплекс в селе Шатой Шатойского района, Чеченской республики.[8]